# 阿瑟·基思
阿瑟·基思爵士（英語：Sir Arthur Keith，1866年2月5日—1955年1月7日）是一位苏格兰解剖学家和人类学家，皇家学会会士，也是科学种族主义和皮爾當人的支持者。